# Magnolia ernestii
Magnolia ernestii là một loài thực vật có hoa trong họ Magnoliaceae. Loài này được Figlar mô tả khoa học đầu tiên năm 2000.